# Assedio di Arezzo
L'assedio di Arezzo avvenne tra il giugno e il luglio 1289, subito dopo la battaglia di Campaldino, dove l'esercito aretino era stato pesantemente sconfitto da quello di Firenze.
La completa disfatta delle forze aretine a Campaldino indusse i fiorentini a tentare di prendere il vicino Comune nemico, ma la strenua resistenza opposta dagli aretini e l'insufficiente preparazione degli assedianti portò infine i guelfi a ritirarsi.

## Anfefatti
L'11 giugno 1289 si era combattuta la battaglia di Campaldino, uno degli scontri più importanti del lungo conflitto tra guelfi e ghibellini. I guelfi, guidati da Firenze, avevano invaso il territorio di Arezzo, caposaldo ghibellino, marciando verso la roccaforte di Poppi. Il vescovo di Arezzo Guglielmino degli Ubertini si era quindi mosso dalla città con tutte le forze militari disponibili per respingere l'invasione, scontrandosi coi fiorentini sotto il castello di Poppi, sulla piana di Campaldino.
La conseguente battaglia fu una carneficina, soprattutto per i ghibellini. Dopo un iniziale stallo, la superiorità numerica guelfa giocò un ruolo determinante, e dopo l'uccisione dei capi militari aretini (il vescovo Guglielmino, Bonconte da Montefeltro, Guglielmo dei Pazzi di Valdarno) l'esercito ghibellino andò in rotta. Morirono a migliaia e molti altri furono presi prigionieri, mentre una parte dell'esercito riuscì a fuggire ritirandosi verso Arezzo, complice la volontà dei fiorentini di darsi al saccheggio del campo di battaglia e del contado aretino.
Solo tardivamente i comandanti fiorentini si resero conto dell'errore strategico del non aver annientato lo schieramento ghibellino, e con notevole ritardo si misero ad inseguire i resti dell'esercito aretino. I superstiti di Campaldino riuscirono comunque a rientrare ad Arezzo e ad organizzarne in tutta fretta la difesa.

## L'assedio
L'esercito guelfo giunse in vista di Arezzo pochi giorni dopo, cingendola d'assedio. Gli attacchi guelfi si concentrarono soprattutto contro i settori occidentale e meridionale delle mura cittadine, considerati più deboli perché incompiuti. Pur con alcune falle, le mura erano comunque difese con vari ostacoli, come fossati asciutti, steccati e grandi cumuli di legna, che rallentarono gli assalti fiorentini; inoltre la popolazione aretina, conscia del pericolo che correva, resistette strenuamente, respingendo sempre gli attacchi esterni guidata dalla leggendaria nobildonna Ippolita degli Azzi, vedova di un caduto di Campaldino, che guidò coraggiosamente la resistenza popolare aretina (sebbene alcuni storici dubitino della sua effettiva esistenza).
I fiorentini quindi, visto il prolungarsi dello scontro, si misero a costruire imponenti macchine d'assedio come trabucchi e mangani. Alcune erano giunte da Firenze, mentre altre furono realizzate direttamente sotto le mura di Arezzo. Oltre che normai proiettili, con esse furono lanciati in città anche molti asini con mitre inchiodate in testa, in spregio al defunto vescovo Guglielmino, perito alla battaglia di Campaldino.
L'assedio di Arezzo durò venti giorni. Sempre sicuri di vincere, gli assedianti il 24 giugno corsero in segno di sfida un palio sotto le mura di Arezzo. Tuttavia, visto il prolungarsi dell'assedio e la situazione di stallo, il mese successivo i guelfi decisero di interromperlo e ritirarsi, considerando sufficiente la devastazione portata al territorio aretino.

## Conseguenze
La battaglia di Campaldino e, di conseguenza, l'assedio di Arezzo, indebolirono fortemente il potere del Comune toscano, che già nel 1290 dovette difendersi nuovamente da una campagna militare fiorentina. Vi fu un nuovo assedio della città, con tanto di palio di sfida corso dai guelfi, ma gli scontri furono di breve durata e i fiorentini rinunciarono del tutto a conquistare Arezzo, che gradualmente si riprese dalla sconfitta di Campaldino.